# 봄비노

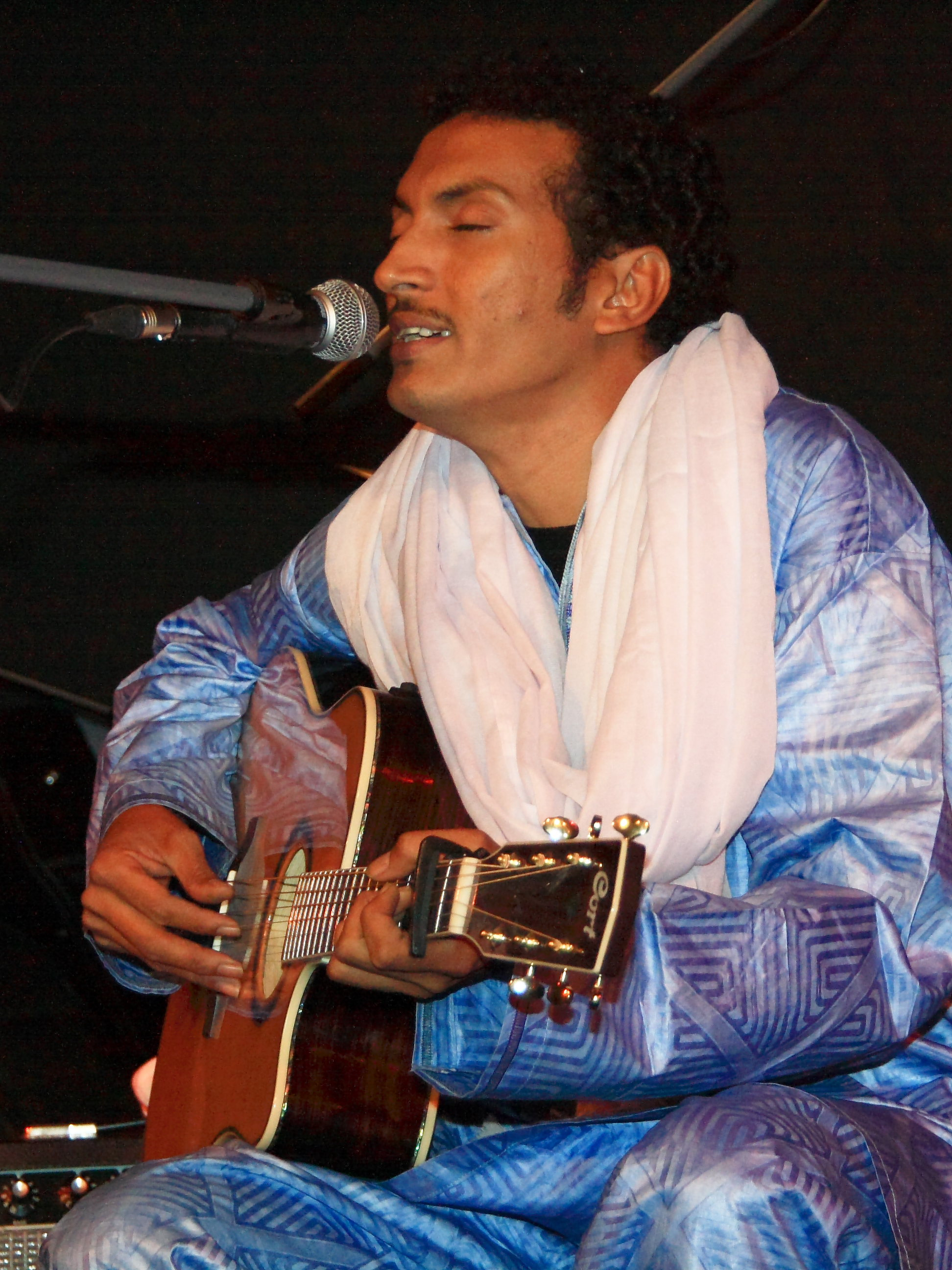
독일 공연 모습

봄비노(Bombino, 본명: Omara "Bombino" Moctar, Tifinagh ⴱⵓⵎⴱⵉⵏⵓ, 1980년 출생)는 니제르 출신의 투아레그족 싱어송라이터이자 기타리스트이다. 그의 음악은 타마쉐크에서 불리며 투아레그족의 지정학적 문제를 다루는 경우가 많다. 봄비노는 다큐멘터리 영화 "Agadez, the Music and the Rebellion"의 주제로 사용되기도 했다.

## 음반
- 2009 – Group Bombino – Guitars from Agadez, vol. 2 (Sublime Frequencies)
- 2010 – Agamgam 2004 (Reaktion)
- 2011 – Agadez (Cumbancha)
- 2013 – Nomad (Nonesuch)
- 2016 – Azel (Partisan)
- 2017 – "La Sombra" by Residente (guest performance)[22]
- 2018 – Deran (Partisan)
- 2020 – Live In Amsterdam (Partisan)
- 2023 – Sahel (Partisan)